# Bảo tàng Khu vực ở Lubań
Bảo tàng Khu vực ở Lubań (tiếng Ba Lan: Muzeum Regionalne w Lubaniu) là một bảo tàng tọa lạc tại Quảng trường chợ, Lubań, Ba Lan. Bảo tàng là một đơn vị tổ chức của thành phố. Bảo tàng bố trí triển lãm bên trong các phòng của tòa thị chính Lubań và trong Tháp Bracka.

## Lịch sử
Lễ khai mạc bảo tàng diễn ra vào ngày 12 tháng 10 năm 1975. Bảo tàng được thành lập theo khởi xướng của chính quyền thành phố, Liên minh những người chiến đấu cho Tự do và Dân chủ và Hiệp hội Văn hóa và Xã hội Lower Silesian ở Wrocław. Ludwik Anioł là giám đốc đầu tiên của bảo tàng. Trong những năm đầu hoạt động, bảo tàng có tên là Bảo tàng Định cư Quân đội. Bảo tàng bắt đầu tổ chức các hoạt động triển lãm cho công chúng vào năm 1982. Bảo tàng có tên hiện tại từ năm 1993.

## Hoạt động
Hiện tại, bảo tàng trưng bày các cuộc triển lãm thường trực về lịch sử của thành phố và khu vực, địa chất, và nghệ thuật. Ngoài các hoạt động triển lãm, bảo tàng còn tổ chức các lớp học trong bảo tàng, chiếu phim, cuộc thi, các cuộc gặp gỡ cựu chiến binh, và một số hoạt động khác. Ngoài ra, từ thập niên 1990, bảo tàng hợp tác với đài truyền hình địa phương sản xuất nhiều chương trình lịch sử và giáo dục. Bảo tàng cũng hợp tác với các bảo tàng nước ngoài.